# 伊琳娜·格拉夫尼克
伊琳娜·维克托里芙娜·格拉夫尼克（烏克蘭語：Ірина Вікторівна Главник，1996年5月11日—）生于基辅，是一名乌克兰女子游泳运动员。她16岁时获得2012年伦敦奥运参赛资格，成为该届奥运乌克兰代表团年龄最小的运动员。奥运期间，她出战女子4×200公尺自由泳接力，获得第15名。2014年，她再代表国家出战南京青奥，最好名次为女子200公尺仰泳的第9名。